# Смертельная гонка
«Смертельная гонка» (англ. Death Race) — американский боевик-антиутопия 2008 года, поставленный режиссёром Полом У. С. Андерсоном по собственному сценарию; перезапуск фильма «Смертельные гонки 2000». В главных ролях снялись Джейсон Стэтхэм, Тайриз Гибсон, Иэн МакШейн и Джоан Аллен.
Фильм вышел в прокат 22 августа 2008 года и получил неоднозначные отзывы критиков.
Затем были выпущены три видеофильма из этой серии: «Смертельная гонка 2: Франкенштейн жив», «Смертельная гонка 3: Ад» и «Смертельная гонка 4: Вне анархии».

## Сюжет
В 2012 году наступил глобальный экономический кризис. Вызванная им массовая безработица спровоцировала небывалый разгул преступности. Тюрьмы перешли под контроль частных корпораций и теперь зарабатывают деньги самостоятельно.
Одна из тюрем под названием «Терминал» (англ. Terminal), находится на изолированном острове и принадлежит крупнейшему в США медиа холдингу «Вейленд Интернэшнл». Тюрьмой заправляет директор Хеннесси, являющаяся одновременно и начальником тюрьмы, и наблюдателем от корпорации. Главный доход компании приносит реалити-шоу «Смертельная гонка», в которой заключённые соревнуются на отведённой для этого трассе внутри тюрьмы. Приз пятикратному победителю — свобода.
Во время одного из заездов в аварии погибает Франкенштейн — фаворит гонок и любимец публики, который участвует в них с момента их создания. Не желая терять зрителей, Хеннесси объявляет, что Франкенштейн ранен и находится в госпитале, а сама начинает искать нового человека на его место. Поскольку Франкенштейн выступает в маске, единственное требование к кандидату — высокое мастерство вождения.
Бывший автогонщик «НАСКАР» Дженсен Эймс, уволенный с завода после его банкротства, однажды застаёт в своём доме человека в маске, который убивает его жену, усыпляет самого Эймса и вкладывает окровавленный нож ему в руку. Полиция арестовывает Дженсена за убийство и направляет в «Терминал». Трёхкратный чемпион-гонщик Дженсен Эймс посажен в тюрьму за убийство, которого не совершал. Вместо того, чтобы выпустить его на свободу, тюремщики заставляют его вместе с самыми отъявленными преступниками участвовать в кровавом состязании. Оказавшись за рулём чудовищного автомобиля, оборудованного автоматами, огнемётами и гранатомётами, этот отчаянный человек разрушит всё на своем пути, чтобы выиграть самую зрелищную гонку на выживание на Земле.
Хеннесси предлагает Эймсу сделку — он проводит для неё еще один заезд под маской Франкенштейна (т.к. сам Франкенштейн до гибели выиграл 4 гонки) и получает свободу. При этом остальные гонщики не знают, что под маской скрывается уже другой человек, и действуют против Эймса крайне агрессивно.
Правила гонки просты — необходимо доехать до финиша, уничтожив наибольшее количество соперников. Машины оборудованы огнестрельным оружием, дымовой завесой, распылителем масла, напалмом и другими приспособлениями, при этом их использование производится только после разрешения организаторов гонок, при заезде на определённый знак («Щит» — активация защиты, «Меч» — активация оружия, «Череп» — активация препятствия). Экипаж машины — пилот и штурман, знающий маршрут и по команде пилота включающий оружие.
Во время гонки Эймс узнаёт в одном из соперников, Паченко, убийцу своей жены, по характерному жесту «выстрела», который тот показывает. Эймс также вспоминает, что на руке у убийцы был браслет с GPS-навигатором, который используют в тюрьме. Гонщик настолько шокирован, что первый этап гонки Франкенштейн заканчивает последним.
Разозлённый Эймс отправляется к начальнику тюрьмы и угрожает отказом от участия в гонках. Начальник тюрьмы не отрицает, что подстроила убийство, но показывает Эймсу фотографию его дочери, которая находится в приёмной семье. Ради дочери Эймс соглашается участвовать в гонке.
Во время ремонта машины он видит Паченко и отправляется к нему в гараж, где вступает в бой со всей командой пит-стопа. Паченко признаётся, что убил жену Эймса по приказу Хеннесси. Дерущихся разнимает охрана тюрьмы с помощью электрошокеров.
Перед началом второго этапа гонки Эймс спрашивает своего штурмана Кейс о том, как на самом деле погиб Франкенштейн. Кейс признаётся, что по приказу Хеннесси отключила защиту машины ради зрелищных гонок.
Во время гонки Эймс разбивает машину Паченко, после чего сворачивает ему шею. Этим он бросает вызов организаторам гонок.
На этом сюрпризы не заканчиваются. На очередном круге гонки вдруг появляется огромный грузовик, оснащённый мощными пулемётами и тяжёлой бронёй, который Хеннесси называет «Дредноутом». Бронированный грузовик участвует в гонке против всех, уничтожая машины других участников.
Эймс по рации договаривается с «Пулемётчиком Джо» действовать сообща, и вместе им удаётся вывести из строя «Дредноут», натолкнув его на препятствие. В итоге к концу второго этапа гонки доходят только две машины.
Понимая, что освобождения он не добьётся, Эймс решает действовать самостоятельно. Он договаривается с Джозефом Мейсоном по прозвищу «Пулемётчик Джо», единственным конкурентом Франкенштейна.
Перед финальным этапом гонки охрана тюрьмы минирует машину Эймса, чтобы в нужный момент взорвать её, имитируя аварию. Хеннесси подписывает бумаги на освобождение и передаёт Эймсу, чтобы продемонстрировать ему свою честность. Во время гонки Эймс и Мейсон изображают соревнование, при этом выжидая удобный момент. Когда он представляется, Мейсон стреляет, однако не в Эймса, а мимо, пробивая ограждение.
Эймс и Мейсон проезжают в брешь и покидают тюрьму. Хеннесси пытается активировать взрывное устройство в машине Эймса, но взрыва не происходит, поскольку механики из команды Франкенштейна вытащили и деактивировали бомбу.
Эймс, зная о том, что начальница тюрьмы деактивирует оружие, приготовил сюрприз в виде запасного бачка с полугаллоном топлива, в то время как основной бак он «отстреливает» в сторону погони, взрывая вереницу полицейских машин. Тогда Хеннесси поднимает в воздух вертолёты.
Эймс и «Пулемётчик Джо» разъезжаются в разные стороны. Хеннесси отдаёт приказ преследовать машину Франкенштейна. Эймс выпрыгивает из машины и прячется, а Кейс надевает маску и сдаётся охране, давая им лишнее время. Перед этим она объясняет Эймсу, что Хеннесси уже подписала её бумаги об освобождении.
Гонщики прыгают в поезд и переодеваются.
Тем временем охранник приносит начальнику тюрьмы хорошие новости. Шоу бьёт все рекорды. Последний выпуск смотрело уже 70 миллионов человек. И даже начали поступать подарки организаторам шоу. Открыв подарочную коробку, Хеннесси видит то самое взрывное устройство, которое по её приказу подложили в машину Эймса. Бомбу послал механик по прозвищу Тренер. В башне организаторов гонки происходит мощный взрыв.
После смерти Хеннесси Эймс и Кейс оказываются чисты перед законом.
Полгода спустя «Пулемётчик Джо» с Эймсом чинят машины в Мексике. Дженсен воспитывает маленькую дочку. Освободившаяся Кейс приезжает к ним и предположительно остаётся.

## В ролях
| Актёр           | Роль                               |
| --------------- | ---------------------------------- |
| Джейсон Стейтем | Дженсен Эймс «Игорь»               |
| Джоан Аллен     | Хеннесси                           |
| Тайриз Гибсон   | Джозеф Мейсон или «Пулемётчик Джо» |
| Иэн Макшейн     | «Тренер»                           |
| Джейкоб Варгас  | «Бомбила»                          |
| Фредерик Кёллер | «Ботан»                            |
| Натали Мартинес | Кейс                               |
| Макс Райан      | Паченко                            |
| Джейсон Кларк   | Ульрих                             |
| Роберт ЛаСардо  | Гектор Гримм ака «Смерть»          |
| Робин Шу        | 14К                                |
| Джастин Мэйдер  | Трэвис Кольт                       |

## Производство
Хотя в обзорах и маркетинговых материалах фильм упоминается как ремейк или перезапуск фильма 1975 года «Смертельные гонки 2000», в комментарии к DVD режиссёр Пол У. С. Андерсон заявил, что воспринимает фильм как приквел, однако это не может соответствовать действительности, поскольку события оригинала разворачиваются в 2000 году, а перезапуска — в 2012.
Ремейк находился в разработке с 2002 года, хотя производство было отложено из-за неодобрения ранних сценариев, а затем было приостановлено из-за спора между Paramount Pictures и продюсерским тандемом Тома Круза и Полы Вагнер (последняя была продюсером без Круза в фильме). «Смертельная гонка» была приобретена Universal Studios, и Андерсон снова присоединился к проекту в качестве режиссёра и автора сценария.
Съёмки начались в Монреале в августе 2007 года.
Бюджет фильма составил 45 млн долларов.

## Прокат
Фильм находился в прокате с 22 августа по 16 октября 2008 года с наибольшим числом показов в 2586 кинотеатрах единовременно. В первые выходные собрал 12 621 090 долларов, заняв по этому показателю третье место. За время проката собрал в мире 76 014 335 долларов (72-е место по итогам года), из них 36 316 032 долларов в США (79-е место по итогам года).

## Критика
Фильм получил неоднозначные отзывы критиков. Агрегатор обзоров Rotten Tomatoes дает ему рейтинг 42 % на основе отзывов 159 критиков со средней оценкой 4,79 из 10. Критический консенсус веб-сайта гласит: «Бессмысленная, жестокая и стремительная Смертельная гонка — не более чем пустая возня». Зрители, опрошенные CinemaScore в первые выходные, дали фильму среднюю оценку «B+» по шкале от A+ до F.
Питер Хартлауб из San Francisco Chronicle назвал фильм «опрометчивым и сильно искажённым ремейком». Элизабет Вейцман из New York Daily News дала фильму полторы звезды из четырёх, назвав его «мусором», и сказала, что «погони довольно крутые, но больше абсолютно не на что смотреть со старым добрым чувством уничтожения всего, что попадается на глаза», как сюжет, персонаж и актерская игра, но он очень хорошо провоцирует внутренние реакции.

## Приквелы и продолжение
За фильмом следуют два фильма-приквела «Смертельная гонка 2: Франкенштейн жив» и «Смертельная гонка 3: Ад»; оба происходят до этого фильма и были сняты в Южной Африке. Фильмы были сняты Роэлем Рейне, а звёзды Люк Госс, Танит Феникс, Дэнни Трехо и Винг Рэймс появились в приквелах. Четвёртый фильм является продолжением первого фильма под названием «Смертельная гонка 4: Вне анархии».